# Halmai Péter
Halmai Péter (Budapest, 1953. augusztus 4. –) Széchenyi-díjas magyar közgazdász, egyetemi tanár, a Magyar Tudományos Akadémia rendes tagja. Fő kutatási területei a nemzetközi gazdaságtan, a makroökonómia, az összehasonlító gazdaságtan, illetve az agrár-közgazdaságtan.

## Életpályája
1977-ben egyetemi doktori címet szerzett. 1977-1988 között az Eötvös Loránd Tudományegyetem Állam- és Jogtudományi Karának oktatója. 1989-ben a Minisztertanács Gazdasági Reformbizottságának főtanácsosa. 1990-ben az Országos Tervhivatal főosztályvezetője. 1990-2011 között a Szent István Egyetemen (illetve annak jogelőd intézményeiben) tanszékvezető, illetve intézeti igazgató. 1990-től tudományos tanácsadó, 1992-től egyetemi tanár. 2008-tól egyetemi tanár és tanszékvezető, 2013-tól 2016-ig intézeti igazgató a Pannon Egyetemen. 2015-től egyetemi tanár, 2017-től intézeti igazgató a Nemzeti Közszolgálati Egyetem Nemzetközi és Európai Tanulmányok Karának Közgazdaságtani és Nemzetközi Gazdaságtani Intézetében. 2019-től egyetemi tanár a Budapesti Műszaki és Gazdaságtudományi Egyetemen. Kutató és oktató munkát folytatott - más intézmények mellett - a Stockholmi Egyetemen (1985), Stuttgartban az Universität Hohenheim-en (1991-1992) és a Göttingeni Egyetemen (1995, 1999).
2012-től az Európai Közösségi Tanulmányok Társasága Magyarország (ECSA Hungary) elnöke. Tagja a Közgazdasági Szemle, a Külgazdaság, a Külügyi Szemle, az Európai Tükör, az Acta Oeconomica és az Acta Humana Szerkesztő Bizottságának, a Közgazdasági Szemle Tanácsadó Testületének, továbbá a Central European Review of Economics and Finance Tudományos Testületének. 2020-tól a Külgazdaság Szerkesztő Bizottságának elnöke. 2020-tól a Nemzeti Gazdasági és Társadalmi Tanács tagja.
A közgazdaságtudományok kandidátusa címet 1984-ben szerezte meg a Magyar Tudományos Akadémián. 1998-ban védte meg a Kiigazítás versus reform című értekezését, s szerezte meg a közgazdaságtudomány doktora/ az MTA Doktora címet. 1990-1993 között az MTA Marketing Bizottsága, 1991-2005 között az MTA Agrárközgazdaságtani Bizottságának tagja, 1991-1996 között titkára volt. 2001-től az MTA Nemzetközi Gazdaságtani és Fejlődéstanulmányok Bizottságának a tagja. 2003-2006 között tagja és alelnöke az MTA Agrártörténeti és Faluszociológiai Bizottságának. 2009-től az MTA Közgazdaságtudományi Bizottságának a tagja. 2003-tól az MTA Gazdaságtudományi Minősítő Bizottságának (GMB) tagja, 2011-től pedig alelnöke. 2008-tól az MTA Nemzetközi és Fejlődéstanulmányok Multidiszciplináris Doktori Bizottságának a tagja.
1996-ban az Európai Bizottságtól Jean Monnet Professzor címet kapott. 1996-ban elnyerte az Akadémiai Díjat. 2004-ben az MTA tanácskozási jogú, 2016-ban pedig az MTA levelező, 2022-ben rendes tagjává választották. 2017-től az MTA Doktori Tanácsának tagja. 2017 júniusától a Magyar Tudományos Akadémia IX. Gazdaság- és Jogtudományok Osztályának elnökhelyettese.

## Munkássága
Fő kutatási területe a nemzetközi gazdaságtan, a makroökonómia, az összehasonlító gazdaságtan és az agrárközgazdaságtan. Jelentős eredményeket ért el az európai integráció makroökonómiai összefüggései feltárása, a potenciális növekedés irányzatai, az európai növekedési potenciál eróziója, az új tagállamok növekedési modelljének sajátosságai, illetve a pénzügyi és gazdasági krízis növekedési hatásai feltárása terén. Integráció-elméleti kutatásaiban fontos helyet foglal el az európai gazdasági modell működési viszonyainak, növekedési teljesítményének és kilátásainak, illetve a megkerülhetetlen strukturális reformok hatásmechanizmusainak, továbbá a mélyintegráció sajátosságainak feltárása. A szektorális integráció területén folytatott kutatásai jelentős részben az európai integráció agrárgazdasági összefüggéseire irányultak.
Tudományos tevékenységének fontos iránya a nemzetközi kereskedelempolitika, a nemzetközi szabályozás rendszerének, illetve hatásainak vizsgálata. Az átalakulás (tranzíció) gazdaságtana területén elsősorban a konvergencia és felzárkózás, illetve az agrárgazdasági transzformáció témaköreiben elért kutatási eredményei igényelnek kiemelést.
Mintegy 380 tudományos publikációja összesen tizennyolc országban jelent meg. Munkáit elsősorban magyar és angol nyelven adja közre.

## Díjai, elismerései
- Akadémiai Díj (1996)
- Jean  Monnet Professzor (1996)
- Magyar Felsőoktatásért Emlékplakett (2003)
- A Magyar Érdemrend lovagkeresztje (2015)
- Közgazdász Nagydíj (Magyar Közgazdasági Társaság) (2019)
- Széchenyi-díj (2021)[2]
- Prima díj (2022)

## Főbb publikációi[3]
- Társulások a piaci mezőgazdaságban; Közgazdasági és Jogi, Bp., 1987 (Versenyképes mezőgazdaság)
- Válaszúton az agrárpolitika. A mezőgazdaság szervezeti rendszere a reformfolyamatban. (1988) Közgazdasági és Jogi Könyvkiadó, Budapest, 305 pp.
- A gazdasági rendszer reformja. (1990) Közgazdasági és Jogi Könyvkiadó, Budapest, 208 pp. (Társszerzőként)
- Az Európai Unió agrárrendszere Archiválva 2022. február 14-i dátummal a Wayback Machine-ben. Első, második és harmadik kiadás. (1995, 2002, 2007) Mezőgazda Kiadó, Budapest,  303, 345, illetve 402 pp.
- A reform ökonómiája Archiválva 2022. február 14-i dátummal a Wayback Machine-ben. (2004) KJK-Kerszöv, Budapest, 310 pp.
- Convergence Crisis: Economic Crisis and Convergence in the European Union. International Economics and Economic Policy. (IEEP) Vol. 9. (2012) N. 3. 297-322. pp. (Társszerzővel)
- Model of the New Member States: Challenges and Prospects[halott link], Intereconomics: Review of European Economic Policy 48:(2) 124-130. pp. (2013) (Társszerzővel)
- Krízis és növekedés az Európai Unióban: Európai modell, strukturális reform. Archiválva 2016. augusztus 4-i dátummal a Wayback Machine-ben Akadémiai Kiadó, Budapest, 2014. 370 pp.
- Európa esélye: a Lisszaboni Stratégia. Az integrált strukturális reformok hatásai. Magyar Tudomány 167:(9) pp. 1057–1071. (2006)
- Felzárkózás és konvergencia az Európai Unióban. Statisztikai Szemle 87:(1) pp. 41–62. (2009)
- The „hottest topic” of the budgetary review: will the CAP survive? Intereconomics: Review of European Economic Policy 44 : 5 pp. 300-308. , 9 p. (2009)
- Real convergence in the new Member States of the European Union (Shorter and longer term prospects) European Journal of Comparative Economics 7:(1) pp. 229–253. (2010)
- Growth Crisis in the EU: Challenges and Prospects Intereconomics: Review of European Economic Policy 45 : 5 pp. 329-336. , 8 p. (2010)
- Válság és potenciális növekedés az Európai Unióban. Közgazdasági Szemle LVIII:(12) pp. 1059–1081. (2011)
- Crisis and economic growth in the EU: Medium and long-term trends Acta Oeconomica 61 : 4 pp. 465-485. , 21 p. (2011)
- Európai integráció és szuverenitás: A gazdasági kormányzás új dimenziói Archiválva 2022. január 20-i dátummal a Wayback Machine-ben Magyar Tudomány 174 : 4 pp. 411-421. , 11 p. (2013)
- Az európai növekedési potenciál eróziója és válsága Közgazdasági Szemle 62 : 4 pp. 379-414. , 36 p. (2015)
- Európai integráció és gazdasági növekedés. Tényezőpiaci integráció, növekedési hatások, európai növekedési modell Külgazdaság 59 : 1-2 pp. 107-133. , 27 p. (2015)
- Éghajlatváltozás és gazdasági növekedés: Alacsony szén-dioxid-kibocsátású gazdaság vs. gazdasági növekedés – kibékíthetetlen ellentét? MAGYAR TUDOMÁNY 176:(5) pp. 522-531. (2015) (Társszerzővel)
- Új geometria: „teljes” gazdasági és monetáris unió?: A gazdasági kormányzás új dimenziói az Európai Unióban MAGYAR TUDOMÁNY 178:(1) pp. 6-17. (2017)
- Is the European Growth Potentially Sustainable? SUSTAINABLE DEVELOPMENT CULTURE TRADITIONS 2017/1b: pp. 28-42. (2017) (Társszerzővel)
- Az európai növekedési modell kifulladása. KÖZGAZDASÁGI SZEMLE 65:(2) pp. 122-160. (2018)

- Konvergencia és felzárkózás az euróövezetben Közgazdasági Szemle 66 : 6 pp. 687-712. , 11 p. (2019)
- How to overcome the crisis of the European growth potential?: The role of the government, EUROPEAN JOURNAL OF COMPARATIVE ECONOMICS 16 : 2 pp. 313-334 (2019) (Társszerzővel)
- Tagállami integrációs modellek: A gazdasági kormányzás új dimenziói az Európai Unióban Archiválva 2022. február 14-i dátummal a Wayback Machine-ben, Dialóg Campus, 275. p. (2019) (Társszerzőkkel)

- Felzárkózás és konvergencia az európai integráció rendszerében. In: Közel Európa távol, Budapest, Éghajlat Könyvkiadó, 2019. 189-230.
- Európai gazdasági integráció Archiválva 2022. február 6-i dátummal a Wayback Machine-ben, Dialóg Campus, Budapest 315 p. (2020)
- A BREXIT forgatókönyvei és hatásai, Budapest, Nordex Nonprofit Kft. – Dialóg Campus Kiadó, 2020. 302 o.
- A dezintegráció gazdaságtana. A brexit esete. Közgazdasági Szemle, 67/9 sz. 837-877. o.
- GMU 2.0: felelősség versus szolidaritás? Külgazdaság, LXIV. évf., 2020. szeptember–október, 3-34.
- A Közös Agrárpolitika rendszere, Dialóg Campus Kiadó, Budapest, 2020. 338 o.
- A populizmus ára: a Brexit adó, Magyar Tudomány, 181/12. sz., 1621-1635. o.
- Mélyintegráció. A Gazdasági és Monetáris Unió ökonómiája Archiválva 2021. január 22-i dátummal a Wayback Machine-ben, Budapest, Akadémiai Kiadó, 2020. 453 o.